# Neopets Puzzle Adventure
Neopets Puzzle Adventure — компьютерная игра, выпущенная Capcom в 2008 году для платформ Nintendo DS, Nintendo Wii и Microsoft Windows. Версии для Windows и Nintendo Wii были разработаны Infinite Interactive. Версию для Nintendo DS разработала компания Griptonite Games. Действие игры происходит в вымышленной вселенной «Neopets», основанной на одноимённом сайте виртуальных питомцев. Все версии объединяет одинаковый сюжет и основная игровая механика сражений, основанная на настольной игры реверси. В остальном версии Infinite Interactive и Griptonite Games имеют много различий в игровом процессе.

## Игровой процесс

Игровой процесс (Nintendo DS)

Игровой процесс похож на другую игру Infinite Interactive Puzzle Quest: Challenge of the Warlords. Игрок здесь выбирает себе одного из «неопетов» в качестве аватара и отправляется в путешествие по игровому миру. Выполняя различные задания, «неопет» сражается с различными врагами. В отличие от Puzzle Quest, где для сражений использовалась игра Bejeweled, в Neopets Puzzle Adventure используется упрощенная версия игры Реверси.

## Отзывы
| Сводный рейтинг | Сводный рейтинг | Сводный рейтинг |
| Издание         | Оценка          | Оценка          |
| Издание         | DS              | Wii             |
| --------------- | --------------- | --------------- |
| GameRankings    | 69,08 %         | 55,00 %         |

Версия для Nintendo DS в целом получила положительные отзывы в прессе. Обозреватель журнала Official Nintendo Magazine поставил игре 81 % (серебро) и заключил, что Neopets Puzzle Adventure — хорошая игра-головоломка, но не настолько хорошая, как Puzzle Quest. Дэймон Хэтфилд с сайта IGN поставил игре 7.6 баллов из десяти, отметив, что эта игра является упрощенной версией Puzzle Quest и подойдет для детей. Взрослые же игроки, по его мнению, найдут игру слишком поверхностной. Рецензент сайта Eurogamer Том Брэмуэлл был настроен более скептически и поставил игре 6 баллов из 10. Он отметил, что несмотря на то, что с игрой нет ничего фундаментального плохого, ей не хватает глубины и поклонникам Puzzle Quest лучше дождаться Galactrix.
Версия для Nintendo Wii была прохладно встречена критиками. Обозреватель IGN Дэймон Хэтфилд поставил этой версии 5.1 из 10, раскритиковав графику, плохо читаемые шрифты и долгое время загрузки. Остин Лайт с сайта GameSpot поставил игре 4.5 балла из 10 также раскритиковав графику. Он отметил, что хоть версия для Wii предоставляет большую глубину по сравнению с версией для DS, все преимущества меркнут из-за практически неиграбельной реализации.
Большинство игровых сайтов и журналов оставили без внимания версию для персональных компьютеров. Мария Народицкая, обозревавшая именно эту версию на сайте Absolute Games поставила игре 40 %. В заключении своей рецензии она написала, что игра рассчитана на маленьких детей, но даже детям в неё будет играть скучно.